# مايا ريفيكو
مايا ريفيكو فيكويرا (بالإنجليزية: Maia Reficco Viqueira)‏، من مواليد 14 يوليو 2000 في بوسطن، ماساتشوستس، هي ممثلة ومغن أرجنتينية–أمريكية. وهي معروفة بأدوارها في المسلسل الأصلي نيكلوديون، مزج كالي (2017-2019)، وفي سلسلة أفلام الرعب المثيرة ليتل كاذبون: الخطيئة الأصلية، وهي جزء من الكاذبات الصغيرات الجميلات.

## سيرة
ولدت رفيكو في بوسطن، ماساتشوستس، وفي سن السادسة، انتقلت إلى بوينس آيرس، الأرجنتين، مع عائلتها من أصل أرجنتيني. منذ صغرها، أبدت اهتمامًا بالموسيقى والغناء والعزف على الجيتار والبيانو والساكسفون والقيثارة. والدتها كاتي فيكويرا مغنية ومعلمة غناء، وهي مديرة مركزها الخاص للفنون الصوتية، ووالدها إيزيكيل ريفيكو أستاذ في جامعة لوس أندس في بوغوتا. لديها شقيقها الأصغر، خواكين ريفيكو فيكويرا، وهو أيضًا مغني. عملت ريفيكو في الألعاب البهلوانية لمدة 11 عامًا. في سن الخامسة عشر، سافرت إلى لوس أنجلوس، وعاشت مع كلوديا برانت، حيث أتيحت لها الفرصة لدراسة الغناء مع إريك فيترو، مدرب صوتي لفنانين مثل أريانا غراندي وكاميلا كابيو وشون مينديز. كما حضرت برنامجًا مدته خمسة أسابيع في كلية بيركلي للموسيقى في بوسطن، حيث تفوقت فيه وحصلت على منحة دراسية.

## روابط خارجية
- مايا ريفيكو على موقع IMDb (الإنجليزية)
- مايا ريفيكو على موقع ألو سيني (الفرنسية)
- مايا ريفيكو على موقع ميوزك برينز (الإنجليزية)
- مايا ريفيكو على موقع ديسكوغز (الإنجليزية)
- مايا ريفيكو على موقع قاعدة بيانات الفيلم (الإنجليزية)